# Дигитиградно кретање
Дигитиградно кретање је назив за кретање копнених кичмењака при коме се животиње на тло ослањају само прстима, при чему издижу метаподијалне елементе. Стопало ових животиња назива се дигитиградно стопало. Код сисара који имају овакав начин кретања, а то су на пример глодари и многе звери, долази и до редукције првог прста.

## Упореди
- Плантиградно кретање
- Унгулиградно кретање